# Crisma

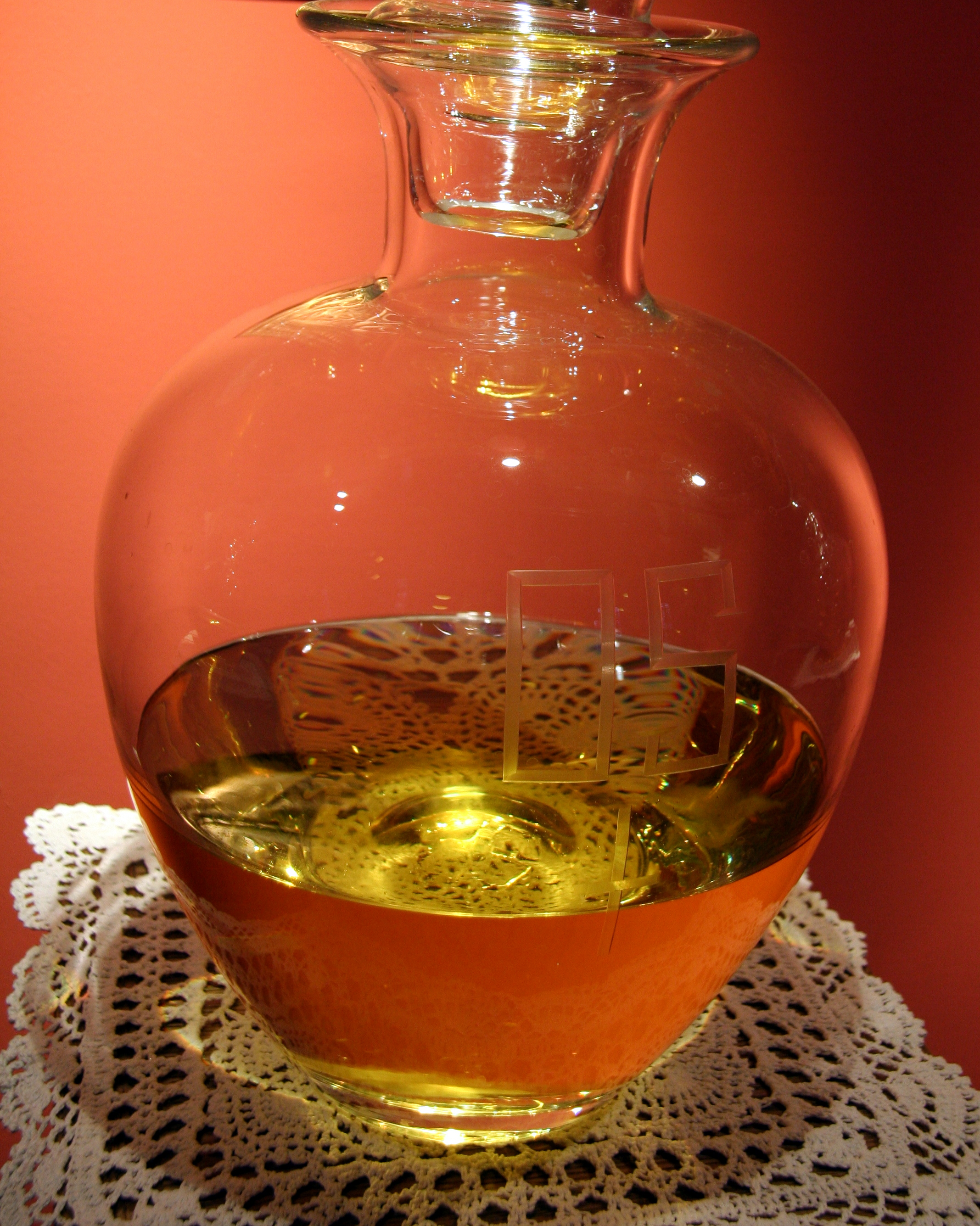
Un vasetto di olio consacrato

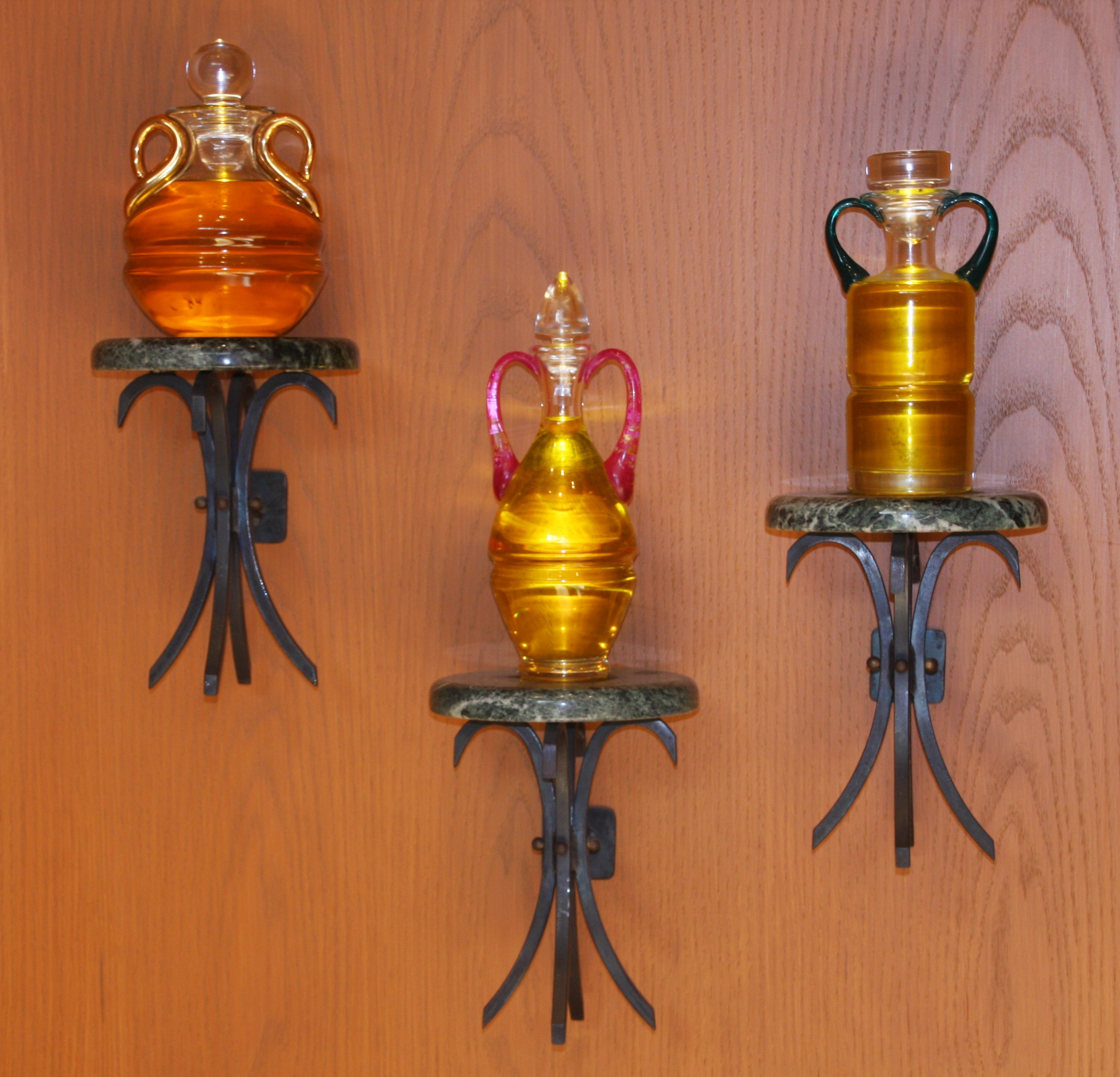
Un tabernacolo degli olii santi per riporre, assieme al crisma, l'olio degli infermi e l'olio dei catecumeni

Nella Chiesa cattolica il crisma è l'olio misto a profumo che viene utilizzato nei sacramenti del battesimo, della confermazione e dell'ordine. In modo simile il crisma viene usato nelle Chiese ortodosse, nella Chiesa assira d'Oriente, nell'Antica Chiesa d'Oriente, nella Comunione anglicana e dai luterani.

## Etimologia
Il termine crisma deriva dal greco χρῖσμα, poi χρίσμα e significa unguento o unzione, passando attraverso il latino e l'antico francese. Proprio perché nel sacramento della confermazione viene usato quest'olio il sacramento stesso viene anche chiamato "cresima".

## Nel cattolicesimo
Il crisma viene consacrato in ogni diocesi una volta all'anno il Giovedì santo dal vescovo durante la messa crismale, durante la quale vengono benedetti anche l'olio dei catecumeni e l'olio degli infermi. Questa messa viene detta crismale proprio perché viene consacrato quest'olio, il quale è ritenuto il più importante tra i tre oli usati nei sacramenti cristiani. Dopo la messa crismale viene distribuito a ogni parrocchia.
Nella preghiera di consacrazione di questo olio il vescovo chiede che Dio lo benedica e lo consacri e così «infonda in esso la forza dello Spirito Santo con la quale ha unto i sacerdoti, i re, i profeti e i martiri».

### Utilizzo del crisma

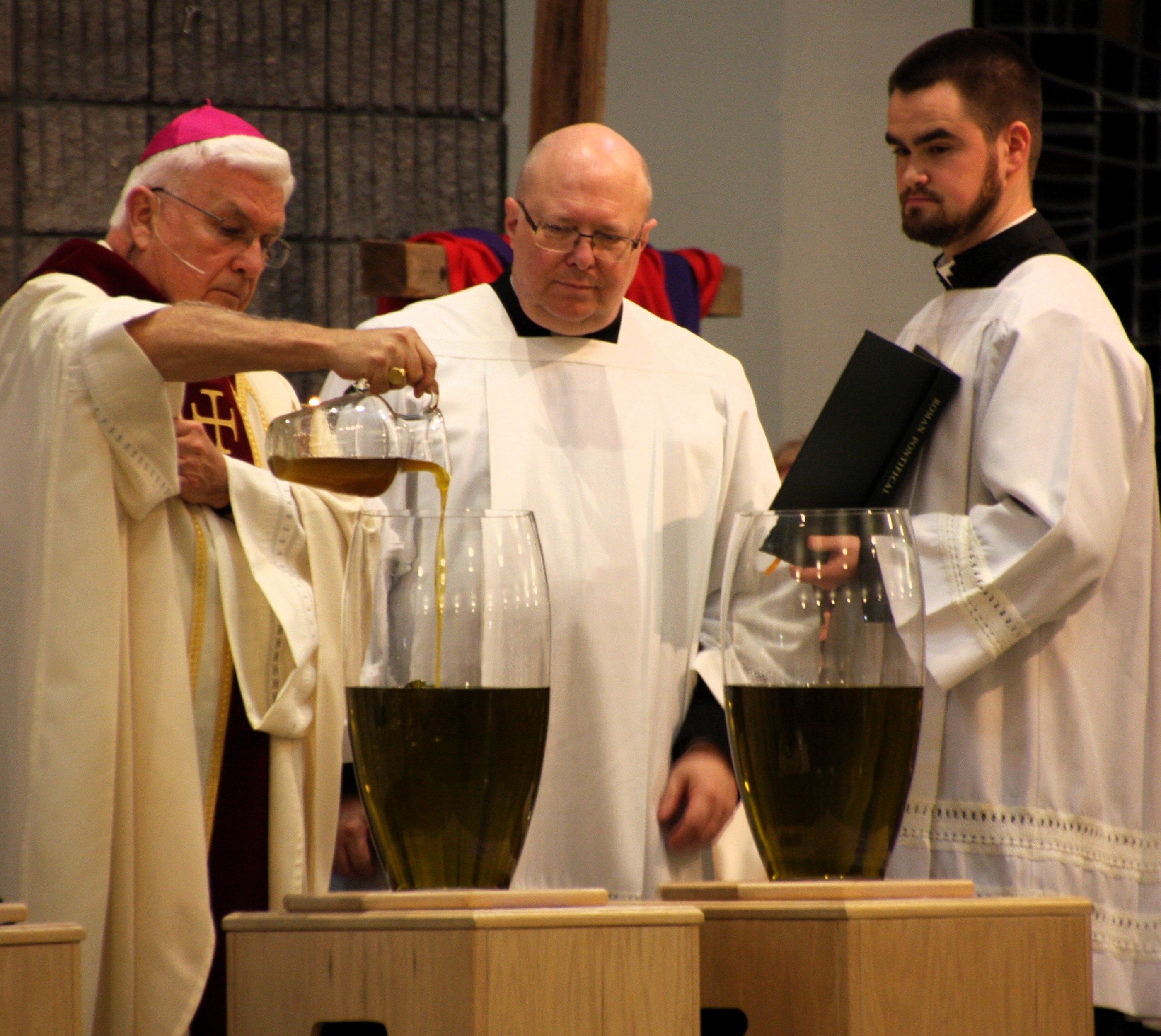
John Michael Quinn, vescovo di Winona-Rochester, durante la messa crismale

- nel battesimo si unge con il crisma il capo del battezzato per significare la sua incorporazione al sacerdozio di Cristo[1][2]. Nel rito romano quest'unzione, al battesimo dei bambini, prefigura ma non sostituisce l'unzione della confermazione che viene data in età scolare. Nelle liturgie orientali, invece, costituisce il sacramento della confermazione data unitamente al battesimo (subito dopo) e prima dell’eucaristia. Anche nel rito romano se si battezza un adulto (o un ragazzo dopo il settimo anno di età), egli riceve i tre sacramenti dell’iniziazione cristiana unitamente: battesimo, confermazione ed eucaristia;
- nella confermazione si traccia una croce sulla fronte del cresimando per significare che per mezzo di questa unzione quest'ultimo riceve il sigillo dello Spirito Santo, affinché testimoni Cristo e il suo Vangelo durante la sua vita[3];
- nell'ordinazione il crisma si usa per ungere le palme delle mani dei presbiteri[4] e il capo dei vescovi[4];
- nella consacrazione di una chiesa viene utilizzato per ungere le pareti e l'altare[5].

In passato era utilizzato per la benedizione del calice e della patena. L'unzione arriva dapprima in forma di croce e poi il crisma veniva spalmato fino a ricoprire gli oggetti da consacrare.
Nelle parrocchie viene comunemente custodito insieme agli altri due oli santi, in un'apposita sede chiamata "tabernacolo degli oli santi".

### Nella Chiesa di rito bizantino
Giuseppe Agostino Orsi nel suo De Chrismate Confirmatorio dimostrò che la materia del sacramento della confermazione presso la Chiesa greca non era l'imposizione delle mani (uso perso da secoli), bensì l'amministrazione del sacro unguento.
Fino al XVIII secolo, il sacramento della confermazione secondo il rito bizantino veniva conferito usando il crisma composto da olio d'oliva, balsamo, 23 specie di erbe odorose e una certa quantità di vino.